# Lapraka

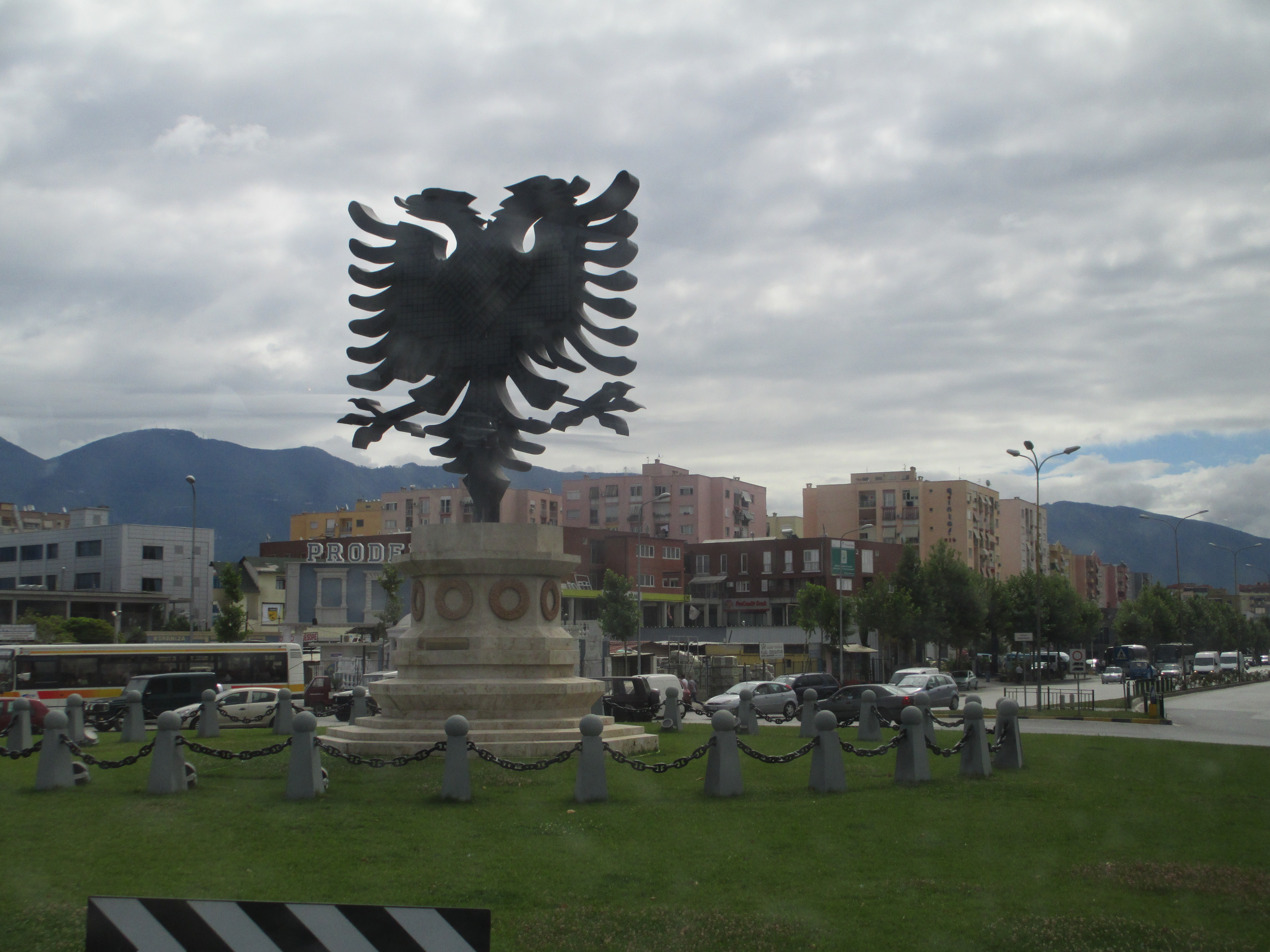
„Adler-Platz“ in seiner alten Bebauung (2014) am Rand Lapraks mit dem Stadtteil im Hintergrund

Lapraka (albanisch auch Laprakë) ist ein Stadtteil im Nordwesten der albanischen Hauptstadt Tirana. Er liegt am Stadtrand außerhalb der inneren Ringstraße.
Das Viertel wurde als neues Wohngebiet in den 1950er Jahren geplant und in der Folgezeit erbaut. Rund herum sind auch mehrere Industriebetriebe angesiedelt worden, so eine Tuch- und eine Schuhfabrik.
Lapraka bildet den Stadtbezirk 11 von Tirana, zu dem aber auch andere Stadtteile wie Bregu i Lumit, Instituti und Teile von Don Bosko gehören. Im Norden wird der Bezirk vom Fluss Tirana und Kamza begrenzt, im Süden durch die Rruga Dritan Hoxha, die Verbindung von der Rruga e Durrësit zur Autobahn SH2 nach Durrës. Im Westen wird künftig die Ringautobahn Unaza e Madhe das Viertel durchschneiden, für die viele Häuser weichen mussten. Als nördliche Grenze Laprakas wird die Eisenbahnlinie Tirana–Durrës oder der Fluss betrachtet. Tiranas neuer Bahnhof und ein Busterminal sollen in Lapraka entstehen.

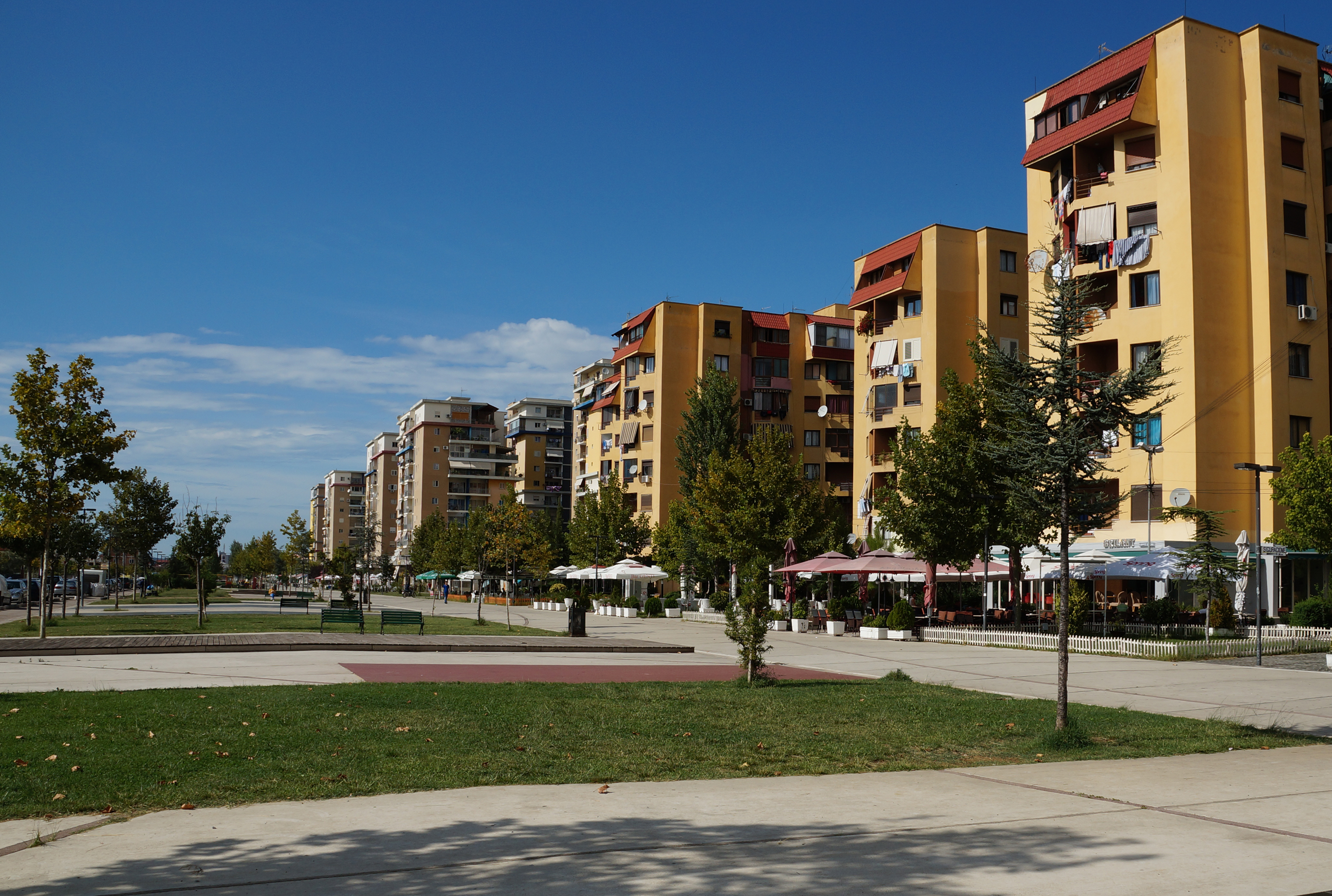
Neuer urbaner Freiraum anstelle des alten Flugplatzes

Von den 1930er Jahren bis zur Eröffnung des Flughafens Tirana im Jahr 1958 diente der Flugplatz Lapraka dem inländischen und internationalem Flugverkehr. Das Areal wurde auch später noch militärisch genutzt. Heute gehört der ehemalige Flugplatz Ish-Fusha e Aviacionit zum Stadtbezirk 7 und wurde in einen langen Park, Parku 1 Kilometer genannt, verwandelt. Noch immer sind Hubschrauber der Regierung in Lapraka stationiert. 1997 evakuierte die Bundeswehr während des Lotterieaufstands in der Operation Libelle von hier aus deutsche und andere ausländische Staatsbürger aus Albanien.
In Lapraka befindet sich das Spitali Ushtarak. Das Militärspital steht auch Zivilpersonen offen und ist eines der wichtigsten Krankenhäuser Albaniens, spezialisiert auf schwere Notfälle.